# Hans Heinrich von Unruh
Hans Heinrich von Unruh (geb. 1739; gest. 1782) war ein preußischer Landrat.

## Herkunft

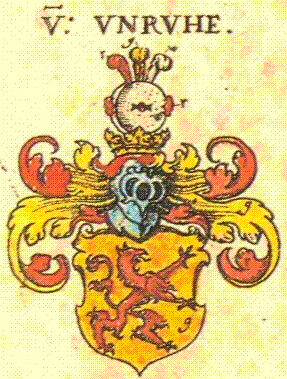
Wappen der schlesischen Unruh

Hans Heinrich von Unruh war Angehöriger des schlesischen Adelsgeschlechts Unruh. Er war ein Sohn von Hans Sigismund von Unruh (1701–1758), Erbherr auf den Gütern Groß Schwein, Norigave, Piskorsine und Linden und dessen Ehefrau Margaretha Elisabeth († 1779), geb. von Pogrell. Sein älterer Bruder war der preußische Marschkommissar und Landrat des Kreises Steinau-Raudten George Sigismund von Unruh (1733–1794).

## Leben
Hans Heinrich von Unruh war zunächst Kreisdeputierter, bevor er 1775 Nachfolger von Ernst Sigismund von Uechtritz als Landrat des Kreises Wohlau wurde. Das Amt als Landrat mit Sitz in Piskorsine übte er bis 1780 aus, ihm folgte Johann George Friedrich von Scheliha.

## Persönliches
Hans Heinrich von Unruh hinterließ seinem Bruder George Sigismund nach seinem Tod im Jahr 1782 die Güter Piskorsine, Norigawe und Georgendorf.